# رون كيلي
رون كيلي هو كاتب سيناريو ومنتج أفلام ومخرج كندي، ولد في 11 يونيو 1929 في فانكوفر في كندا.

## وصلات خارجية
- رون كيلي على موقع IMDb (الإنجليزية)
- رون كيلي على موقع ألو سيني (الفرنسية)
- رون كيلي على موقع أول موفي (الإنجليزية)
- رون كيلي على موقع قاعدة بيانات الأفلام السويدية (السويدية)
- رون كيلي على موقع قاعدة بيانات الفيلم (الإنجليزية)
- رون كيلي على موقع كينوبويسك (الروسية)